# Lagenida
Die Lagenida sind eine Ordnung gehäusetragender, meeresbewohnender Einzeller aus der Gruppe der Foraminiferen.

## Merkmale
Die Arten der Ordnung sezernieren ihre Gehäuse aus Niedrig-Magnesium-Kalzit (< 5 mol-% Magnesium). Die Gehäuse sind perforat, einkammerig oder mehrkammerig mit entweder serieller oder planispiraler Anordnung der Kammern, die Wandung ist monolamellar.

## Systematik
Die Ordnung ist seit dem oberen Trias fossil belegt und besteht aus zwei Überfamilien:
- - Überfamilie Nodosariacea
    - Familie Nodosariidae
    - Familie Lagenidae
    - Familie Vaginulinidae

  - Überfamilie Polymorphinacea
    - Familie Polymorphinidae
    - Familie Ellipsolagenidae
    - Familie Glandulinidae

## Nachweise
- Barun K. Sen Gupta: Systematics of modern Foraminifera. In: Barun K. Sen Gupta (Hrsg.): Modern Foraminifera. Springer Netherlands (Kluwer Academic), 2002, ISBN 1-4020-0598-9, S. 28.
- Alfred R. Loeblich, Jr., Helen Tappan: Foraminiferal genera and their classification, E-Book des Geological Survey Of Iran, 2005, Online. (Seite nicht mehr abrufbar. Suche in Webarchiven)